# Baustoffprüfer
Baustoffprüfer ist seit 1940 ein staatlich anerkannter Ausbildungsberuf. Die derzeit gültige "Verordnung über die Berufsausbildung zum Baustoffprüfer/zur Baustoffprüferin" gemäß Berufsbildungsgesetz (BBiG) stammt aus dem Jahr 2005.

## Ausbildungsdauer und Struktur
Die Ausbildung zum Baustoffprüfer dauert regulär drei Jahre. Eine Verkürzung der Lehrzeit um sechs Monate ist bei entsprechender Qualifikation möglich. Es gibt im Berufsbild des Baustoffprüfers drei Fachrichtungen, die sich wie folgt gliedern:
- Asphalttechnik (früher: bituminöse Massen)
- Mörtel- und Betontechnik (früher: Mörtel u. Beton)
- Geotechnik (früher: Boden)

Zwischen- und Abschlussprüfungen werden durch die jeweils zuständigen Industrie- und Handelskammern abgenommen.

## Arbeitsgebiet
Baustoffprüfer arbeiten in Laboren, auf Baustellen und im Rahmen der Bauvorbereitung oder Begutachtung von Böden auch im Gelände.
Baustoffprüfer kontrollieren und prüfen die Qualität von Baustoffen (Zement, Mörtel, Beton, Asphalt u. v. a.), Roh- und Hilfsstoffen, Zwischenprodukten (zum Beispiel Wasser, Gips, Flugasche, Hochofenschlacke) und die Eignung von Böden zur Verwendung als Baustoff und Baugrund im Hoch- oder Tiefbau.
Im Bereich Asphalttechnik prüfen sie beispielsweise den Gehalt und die Qualität von bituminösen Bindemitteln, Zuschlaggemischen und die Eignung von Asphalten, wie dem Hohlraumgehalt und dem Verdichtungsgrad mittels Marshall-Probekörper im Straßenbau. Außerdem werden ermüdungs- und verformungsorientierte Prüfungen durchgeführt, z. B. Triaxial-, Spurbildungs-, Kälte-, Ermüdungs-, Biege- sowie statische und dynamische Stempeleindring-Versuche. Des Weiteren werden auch Gesteins- und diverse Bindemittelprüfungen durchgeführt.
Im Bereich Mörtel- und Betontechnik werden unter anderem Prüfungen an hydraulischen (hauptsächlich Zement), latent hydraulischen und nicht hydraulischen Bindemitteln, Gesteinskörnungen (früher „Zuschlag“), Druck- und Biegezugfestigkeitsprüfungen an Probekörpern sowie Zugfestigkeiten an Betonstahl und Spannstahl durchgeführt.
Im Bereich Geotechnik werden geotechnische Untersuchungen auf vielfältigste Art, in enger Zusammenarbeit mit Geologen, durchgeführt. Dazu gehören beispielsweise Sondierbohrungen mit Bodenansprachen (= Benennung), Plattendruckversuche zur Prüfung der Tragfähigkeit, axiale Scherversuche, Korngrößenverteilungen, Konsistenzbestimmungen und Probeverdichtungen.
Die Untersuchungen werden vom Baustoffprüfer im Rahmen der geltenden Vorschriften (DIN-EN-ISO-Normen, TP, TL) im Labor oder auch, wenn erforderlich, vor Ort durchgeführt. Die geprüften Baustoffe bzw. Materialien werden vom Baustoffprüfer anhand der Messergebnisse beurteilt. Im Zusammenhang mit Forschungsvorhaben, z. B. an Hochschulen, werden auch von den Normen abweichende, eher experimentell ausgerichtete Untersuchungen durchgeführt.
Baustoffprüfer finden Beschäftigung in Beton- und Asphaltmischwerken, Erdbaulaboren, Ingenieurbüros, Straßenbaubehörden, außerdem in Materialprüfanstalten und Universitäten/Fachhochschulen bzw. deren Instituten (zum Beispiel für Baustoffkunde, in der studentischen Ausbildung sowie in der Forschung), wo sie als technische Angestellte geführt werden.

## Berufsschule
In Deutschland gibt es in sechs Orten Berufsschulen, an denen Baustoffprüfer/-innen unterrichtet werden:
- Beckum[3]
- Berlin[4]
- Braunschweig[5]
- Bremen[6]
- Selb[7]
- Hamburg[8]